# Dream a Dream
Dream a Dream ist ein Jazzalbum des Satoko Fujii Tokyo Trio mit Takashi Sugawa am Bass und Ittetsu Takemura am Schlagzeug. Die Mitte 2024 im Studio Sextan in Paris entstandenen Aufnahmen erschienen 2025 auf Libra Records.

## Hintergrund
Die Pianistin Satoko Fujii hat seit ihrem Aufnahmedebüt Ende der 1990er-Jahre in verschiedensten Jazz-Ensemble-Konstellation gearbeitet, Im Klaviertrio-Format legte sie mit ihrem Satoko Fujii Trio mit Mark Dresser und Jim Black von 2001 bis 2006 vier Alben vor; 2013 veröffentlichte sie außerdem ein Album mit ihrem New Trio, Spring Storm mit Takashi Itani und Todd Nicholson. 
Das Album Dream a Dream entstand mit ihrem Tokyo Trio mit Takashi Sugawa und Ittetsu Takemura, das bereits auf zwei früheren Alben zu hören war. Das Album entstand während einer Europatournee; die Musiker hatten bereits während einer früheren Japantournee an diesem Material gearbeitet und die Arrangements verfeinert.

## Titelliste
- Satoko Fujii Tokyo Trio: Dream a Dream (Libra Records 203-079)[1]

1. Second Step 11:34
2. Dream a Dream 18:51
3. Summer Day 8:53
4. Rain Drop 6:30
5. Aruku 10:39

Die Kompositionen stammen von Satoko Fujii.

## Rezeption
Nach Ansicht von Dan McClenaghan, der das Album in All About Jazz rezensierte, sind zwar Melodie, Rhythmus und Harmonie vorhanden, aber dies auf nicht zusammenhängende Weise, wirr, unerwartet abdriftend. Aber Fujii habe das scheinbare Chaos fest im Griff und gehe methodisch damit um. Improvisation würde eine große Rolle in ihrem Plan spielen, aber das gelte auch für die geschriebene Partitur.
Das Faszinierende an Satoko Fujiis Tokyo Trio sei die Balance zwischen Improvisation und Komposition, schrieb Jim Hynes (Making a Scene). Diese drei Avantgarde-Meister würden immer wieder Überraschungen und Unerwartetes auf die Bühne bringen, aber auch Schönheit. Takashi Sugawa präsentiere tief verwurzelte Basstöne, die im Mittelpunkt seines Solos stehen, während er seinem Instrument melodische Phrasen, hohe Klänge und tiefes Knurren entlocke. Sugawa sei eine einzigartige Stimme, die den Hörer mit Basstönen anspreche, die sich wie Sätze auflösen. Satoko Fujii spiele die Töne zart unter seinen Rhythmen und unterstreiche so den Moment. Sugawas Bass knurre „wie eine zufrieden schnarchende Katze“.
Das Album gelangte auf Position 35 der Halbjahresliste (1/2025) des Francis Davis Jazz Critics Poll.